# Weilimdorf
Weilimdorf, Stuttgart-Weilimdorf (do 1955 Weil im Dorf) – okręg administracyjny (Stadtbezirk) w Stuttgarcie, w kraju związkowym Badenia-Wirtembergia. Liczy 30 739 mieszkańców (31 grudnia 2011) i ma powierzchnię 12,60 km².